# فرانک ال استولن
فرانک ال استولن (انگلیسی: Frank L. Stulen; ۲۲ ژانویهٔ ۱۹۲۱ – ۲۵ ژوئن ۲۰۱۰) سیاست‌مدار اهل ایالات متحده آمریکا بود.
وی همچنین برندهٔ جوایزی همچون مدال ملی فناوری و نوآوری شده‌است.